# Cronologia del Burundi
Di seguito è riportata la cronologia dei maggiori eventi storici che hanno interessato il Burundi.

## Le origini
- M millennio a.C.: prime testimonianze umane attestate da ritrovamenti litici appartenenti all'Età della pietra rinvenuti a Nyarunazi (aculeano tardivo), Mugera (sangoano - lupembano inferiore) e Karunyinya
- I millennio a.C.: cultura di Urewe (età del ferro)

## Il regno
- 1680 circa: Ntare Rushatsi fonda il Regno del Burundi
- XVIII secolo: si diffonde nel paese la cultura del ikiharage, ikigori, ikijumbo e manioca provenienti dall'ovest e di origine americana
- 1709 presumibilmente: muore Ntare Rushatsi, Mwezi Ndagushimiye sale sul tamburo
- 1739 circa: muore Mwezi Ndagushimiye, Mutaga Senyamwiza sale sul tamburo
- 1767 circa: muore Mutaga Senyamwiza, Mwambutsa Mbariza sale sul tamburo
- 1796 circa: muore Mwambutsa Mbariza, Ntare Rugamba sale sul tamburo
- 1850 circa: muore Ntare Rugamba, Mwezi Gisabo sale sul tamburo
- 1859 14 aprile: Richard Francis Burton e John Hanning Speke entrano in Burundi e scoprono il lago Tanganika
- 1871 25 novembre: David Livingstone e Henry Morton Stanley si incontrano a Mugere, sulle rive del lago Tanganika
- 1879 27 luglio: fondazione della missione cattolica di Rumonge
- 1881 4 maggio: assassinio dei missionari di Rumonge

### Possedimento tedesco (1884 - 1919)
- 1884
  - agosto: la Germania prende possesso del Burundi nel contesto della Spartizione dell'Africa
- 1885
  - 26 febbraio: Fine della Conferenza di Berlino (1884-1885)
- 1890
  - 1º luglio: il Burundi parte dell'Africa Orientale tedesca
- 1892
  - 11 ottobre: Oscar Baumann entra in Burundi
- 1896
  - i tedeschi fondano la postazione militare di Kajaga
- 1897
  - la postazione militare viene spostata da Kajaga a Usumbura che diventa stazione militare del Ruanda e Burundi, parte del distretto militare di Ujiji
  - estate: operazione militare tedesca contro i capi Baganwa e loro disfatta
- 1898
  - fondazione della missione cattolica di Muyaga
- 1899
  - fondazione della missione cattolica di Mugera
  - creazione del distretto militare di Usumbura (Ruanda-Urundi), parte dell'Africa Orientale tedesca
  - operazione militare contro gli Abatasigana di Mwezi Gisabo e loro sconfitta, dopo un attacco contro Von Bethe che si trovava in missione esplorativa in centro al paese
- 1902
  - 8 dicembre: fondazione della missione cattolica di Marienheim (Buhonga)
- 1903
  - a Buhonga si inizia a coltivare il caffè arabica
  - 6 giugno: l'umiliante trattato di Kiganda: Mwezi Gisabo, accompagnato dagli chefs Sebudandi, Ntarugera e Rugabe, è costretto a riconoscere il protettorato tedesco, a rinunciare a parte dei suoi territori affidati ai ribelli Kilima (Bukeye) e Maconco (Muramvya), è obbligato a pagare 424 capi di bestiame e a tracciare una pista Usumbura - Muyaga impegnandosi a non molestare le carovane di passaggio nel territorio del regno.
  - l'olandese padre J. M. Van der Burgt pubblica il dizionario francese - kirundi
- 1905
  - Usumbura da stazione militare diventa Residenza
  - 11 gennaio: fondazione della missione cattolica di Marienseen (Kanyinya)
  - 8 ottobre: Mwezi Gisabo è riconosciuto unico monarca dell'Urundi, dopo un'operazione militare contro i ribelli Kanuguno e suo figlio Mbanzabugabo nel nord-est, Rusengo nel Bugufi, Busokoza e Kilima
- 1906
  - residenza militare tedesca
- 1907 15 novembre: divisione tra le residenze di Ruanda e dell'Urundi
- 1908
  - 21 agosto: a Buhonga, dallo chef Mareza, muore Mwezi Gisabo. Mutaga Mbikije sale sul tamburo
- 1909
  - a Usumbura viene fondata la prima scuola governativa con 25 alunni. Dal 1905 erano già presenti 70 scuole catecumenali con 1440 alunni.
  - fondazione della missione cattolica di Rugari
- 1912
  - 15 agosto: la Residenza è trasferita da Usumbura a Kitega
  - viene istituito il vicariato apostolico del Kivu-Ruanda-Urundi
- 1913
  - in Burundi sono presenti 71 europei
- 1915
  - 30 novembre: muore Mutaga Mbikije, Mwambutsa Bangiricenge sale sul tamburo
  - 16 dicembre: cerimonia d'incoronazione di Mwambutsa Bangiricenge
- 1916
  - 19 maggio: i belgi conquistano Nyaza
  - 6 giugno: i belgi conquistano Usumbura
  - 17 giugno: i belgi conquistano il Ruanda
  - 26 giugno: il giovane Mwambutsa Bangiricenge ed i suoi reggenti si sottomettono al maggiore Olsen
  - 6 luglio: i belgi conquistano Usui
  - 20 luglio: i belgi conquistano Ujiji e Kigoma
  - 18 settembre: i belgi conquistano Tabora
- 1917
  - 31 gennaio: conclusione dell'occupazione militare belga

### Possedimento belga (1919 - 1962)
- 1918
  - 25 agosto: con una lettera a nome del giovane umwami, i reggenti Ntarugera, Nduwumwe e Karabona, esprimono riconoscenza al Belgio
- 1919
  - 30 maggio: convenzione Orts-Milner con la Gran Bretagna, al Belgio viene assegnato il Ruanda e l'Urundi come Territori belgi occupati dell'Africa orientale. Il Bugufi viene sottratto al Burundi ed annesso al Tanganica
  - 28 giugno: firma del Trattato di Versailles
- 1921
  - sul suolo burundese risultano 126 presenze europee
- 1922
  - 25 aprile: viene creato il vicariato del Urundi affidato al vescovo Gorju
  - 20 luglio: il Ruanda-Urundi viene affidato come mandato al Belgio dalla Società delle Nazioni
- 1925
  - 21 agosto: il Ruanda-Urundi viene annesso amministrativamente al governatorato Congo Belga con sede a Léopoldville come vice governatorato
  - 19 dicembre: prime ordinazioni presbiteriali di due sacerdoti barundi
- 1929
  - dicembre: ultima celebrazione del muganuro
- 1930
  - la coltivazione del caffè arabica viene estesa in ambito rurale
  - 24 dicembre: il re Mwambutsa Bangiricenge sposa a Gitega Thérèse Kanyonga,
- 1934:
  - Burckhart Waldecker scopre a Gasumo le sorgenti del Nilo
  - settembre - novembre: rivolta d'Inamujandi a Ndora
- 1936
  - il tradizionale sistema giudiziario è completamente riformato.
- 1937
  - il primo aereo proveniente dall'Europa atterra a Usumbura

1938
- - sulla sorgente del Nilo viene eretta una piramide da Kurkhart Waldecker
- 1946
  - 3 luglio: il re Mwambutsa Bangiricenge sposa Baramparaye
  - 13 dicembre: l'ONU affida il Ruanda-Urundi al Belgio in regime di tutela
- 1947
  - il principe Carlo, reggente del Belgio visita il Ruanda-Urundi
- 1952
  - abolizione della poligamia
- 1953
  - 10 luglio: con un decreto vengono istituiti i consigli di sous-chefferie, chefferie, territoire e viene creato il Consiglio superiore del paese, embrione del futuro Parlamento
- 1955
- Baldovino I del Belgio compie un trionfante viaggio nei territori coloniali belgi
- 1956
  - 30 settembre: prime elezioni a suffragio universale maschile per l'elezione dei consigli di Chefferie
- 1959
  - 15 giugno: liberalizzazione del diritto di associazione ed inizio del multipartitismo
  - 25 luglio: muore all'ospedale di Bujumbura, in seguito ad una iniezione di un medico belga, il re del Ruanda Charles Léon Pierre Rudahigwa in circostanze non ancora chiarite
  - settembre: Louis Rwagasore fonda in clandestinità a Bruxelles il partito UPRONA
  - 4 ottobre: a Muramvya, durante il suo primo congresso, l'UPRONA chiede l'immediata indipendenza del Burundi dal Belgio
  - 11 ottobre: ordinazione vescovile di Michel Ntuyahaga, primo vescovo murundi
  - novembre: nel paese giungono 160.000 profughi tutsi rwandesi, fuggito in seguito alla rivoluzione
- 1960
  - 10 gennaio: a Gitega quattro intellettuali hutu fondano il Partito Popolate (PP)
  - 5 febbraio: Joseph Biroli e Jean-Baptiste Ntindendereza, figli di Pierre Baranyanka, fondano il Partito democratico Cristiano (PdC)
  - 31 agosto: colloqui di Bruxelles: i parenti stretti del re non possono svolgere attività politica. Louis Rwagasore non può partecipare alle elezioni
  - 26 settembre: soppressione delle chefferies e creazione dei comuni e delle province
  - apertura di due dipartimenti universitari a Usumbura
  - 27 ottobre: Louis Rwagasore è posto in residenza sorvegliata
  - 15 novembre-9 dicembre: elezioni comunali vinte dal Fronte Comune
- 1961
  - 26 gennaio: il Residente generale belga forma un governo provvisorio, Joseph Cimpaye, hutu, viene nominato presidente del Consiglio della Corona (Primo ministro). Louis Rwagasore rifiuta il portafoglio ministeriale
  - 21 aprile: la risoluzione 1605 dell'ONU raccomanda la preparazione delle elezioni legislative
  - 18 settembre: elezioni legislative. L'UPRONA ottiene 58 seggi (36 hutu e 22 tutsi) su 64.
  - 28 settembre: Louis Rwagasore presidente del Consiglio della Corona (Primo ministro)
  - 13 ottobre: assassinio di Louis Rwagasore
  - 20 ottobre - 1963: André Muhirwa presidente del Consiglio della Corona (Primo ministro)
- 1962
  - 1º gennaio - 1962 1º luglio: autogoverno
  - 11 gennaio: Jean Paul Harroy, l'ultimo residente generale belga, abbandona Bujumbura
  - 7 e 14 gennaio: assassinio a Kamenge di quattro sindacalisti hutu, Jean Nduwabike, Séverin Ndinzurwaha, Basile Ntawumenyakaziri ed André Baruvura, vicini al PP da parte della JNR
  - 26 giugno: l'ONU proclama la fine dell'amministrazione fiduciaria belga
  - 30 giugno: il greco Kageorgis, assassino di Louis Rwagasore, viene giustiziato

### Regno indipendente
- 1962
  - 1º luglio: indipendenza
  - 1º luglio - 1966 29 novembre: monarchia costituzionale
  - 18 settembre: il Burundi è membro dell'ONU
  - 23 novembre: re Mwambutsa Bangiricenge promulga la costituzione già votata dall'Assemblea nazionale: il Burundi è una monarchia parlamentare
- 1963
  - 25 marzo: il primo ministro Muhirwa fa imprigionare il presidente dell'Assemblea nazionale Thaddé Siryuyumunsi, rilasciato poi il 1º maggio dal re
  - 26 maggio: il Burundi firma la carta costituente dell'Organizzazione dell'Unità Africana (OUA)
  - 18 giugno: Pierre Ngendandumwe presidente del Consiglio della Corona (Primo ministro)
  - dicembre: i miliziani della JNR manifestano chiedendo il rilascio degli assassini dei sindacalisti uccisi a Kamenge
- 1964
  - 6 aprile: Albin Nyamoya presidente del Consiglio della Corona (Primo ministro)
  - 13 dicembre: a Kirundo assassinio di monsignor Gabriel Gahimbare, hutu, cappellano generale militare dell'esercito, recentemente nominato vescovo coadiutore all'arcidiocesi di Gitega
- 1965
  - 7 gennaio: Pierre Ngendandumwe presidente del Consiglio della Corona (Primo ministro) (secondo mandato)
  - 15 gennaio: assassinio di Pierre Ngendandumwe da parte di un rifugiato rwandese impiegato all'ambasciata degli Stati Uniti
  - 15 gennaio: Pie Masumbuko presidente de facto del Consiglio della Corona (Primo ministro)
  - 26 gennaio: Joseph Bamina presidente del Consiglio della Corona (Primo ministro)
  - 3 marzo: viene sciolto il parlamento
  - 10 maggio: elezioni legislative
  - 10 maggio: assemblea legislativa (sciolta l'8 luglio 1966)
  - 24 luglio: il re annulla i risultati elettorali
  - 1º settembre: il re riduce il numero dei borgomastri da 181 a 78
  - 10 settembre: Artémon Simbananiye viene eletto Segretario di stato incaricato alla giustizia
  - 13 ottobre - 1966: Leopold Bihumugani detto Biha presidente del Consiglio della Corona (Primo ministro)
  - 18 ottobre: tentativo di colpo di Stato diretto dal segretario di stato alla gendarmeria Antoine Serukwavu e simultaneo sollevamento popolare hutu a Busangana. Il re Mwambutsa Bangiricenge fugge in Zaire.
  - 9 dicembre: la costituzione viene abrogata: il potere legislativo ed esecutivo è nelle mani del capo dello stato
- 1966
  - 8 luglio il principe Charles Ndizeye depone il padre e si proclama capo di Stato. La costituzione è sospesa
  - 12 luglio: Michel Micombero presidente del Consiglio della Corona (Primo ministro)
  - 1º settembre: Ntare Ndizeye è incoronato umwami
  - 23 novembre: Ntare abolisce il multipartitismo, l'UPRONA è partito unico

## La repubblica

### Regime militare
- 1966
  - 28 novembre: golpe militare guidato da Michel Micombero, deposizione di Ntare Ndizeye e proclamazione della repubblica
  - 12 dicembre: formazione del nuovo governo
- 1967
  - 2 gennaio: adozione dell'attuale bandiera nazionale
- 1969
  - 16 settembre: presunto complotto hutu
  - 18 dicembre: condanna a morte dei presunti colpevoli, tra cui Charles Karolero, Barnabé Kanyaruguru, Cyprien Henehene, Joseph Cimpaye
  - 25 dicembre: esecuzione dei 23 ufficiali hutu. Prima della fine dell'anno quasi tutti gli ufficiali e sottufficiali hutu saranno sommariamente passati per le armi.
- 1971
  - luglio: presunta cospirazione monarchica banyaruguru
  - 20 ottobre: istituzione del Conseil Supreme de la Revolution composto da 27 ufficiali dell'esercito
- 1972
  - 14 gennaio: condanna a morte dei cospiratori banyaruguru, poi graziati
  - 30 marzo: Ntare Ndizeye rientra in Burundi
  - aprile - luglio: Ikiza
  - 29 aprile Michel Micombero scioglie il governo, i ministri hutu sono sospettati di preparare un golpe e fa assassinare l'ex-re Ntare Ndizeye
  - 1º maggio: proclamazione dello stato secessionista della repubblica di Martyazo, presidente Antoine Serukwavu
  - 9 maggio: il governo nazionale proclama la fine della ribellione
  - 6 giugno: il governo tenta di giustificarsi con un libro bianco "Le papier blanc sur les vraies causes et consequences de la tentative de genocide contre les tutsis au Burundi" indirizzato alle Nazioni Unite
  - 17 giugno: il tenente colonnello Ndabemenye annuncia la fine delle operazioni militari
- 1974
  - 11 luglio: viene promulgata una nuova costituzione: il potere è garantito dal partito unico UPRONA
  - 19 ottobre: 39 grandi elettori eleggono Michel Micombero segretario del partito UPRONA per sette anni. Secondo la costituzione appena promulgata, il segretario del partito è allo stesso tempo Presidente della Repubblica.
  - 27 novembre: il nuovo Presidente presta giuramento.
- 1976
  - 1º novembre: con un golpe militare Jean-Baptiste Bagaza diventa presidente della repubblica
- 1977
  - 1º maggio: muore a Ginevra l'ex mwami Mwambutsa Bangiricenge
- 1980
  - 18 aprile: nasce il Palipehutu (Parti pour la libération du peuple hutu)
- 1981
  - 18 novembre: viene promulgata una nuova costituzione
- 1982
  - 22 ottobre: elezioni legislative
- 1983
  - 1º ottobre: il presidente Jean-Baptiste Bagaza dichiara di volere limitare l'influenza della Chiesa e di sopprimere i suoi privilegi
- 1986
  - 15 settembre: nazionalizzazione dei seminari minori
  - 1º ottobre: soppressione dei centri di alfabetizzazione cattolici detti yaga mukama
- 1987
  - 3 settembre: Pierre Buyoya, alla testa del Comitato Militare di Salvezza Nazionale diventa presidente della repubblica destituendo lo zio Jean-Baptiste Bagaza con un colpo di Stato incruento
- 1988
  - 14 agosto: iniziano i disordini di Ntega e Marangara, numerose famiglie tutsi sono massacrate dagli insorti hutu
  - 16 agosto: interviene l'esercito. Il massacro dei tutsi è fermato uccidendo indiscriminatamente la popolazione hutu. Le vittime sono calcolate tra le 5.000 e le 24.0000 (5-20% degli abitanti), 60.000 hutu fuggono in Rwanda[1]
  - 19 ottobre: Adrien Sibomana, hutu, primo ministro. Inizia una politica di unità nazionale, con l'obiettivo di riconciliare le due etnie aprendo anche agli hutu posti di responsabilità.
- 1990
  - nasce a Kamenge il Centre Jeunes Kamenge su iniziativa di due padri saveriani, Claudio Marano e Marino Bettinsoli
  - 5 settembre: Giovanni Paolo II visita il Burundi
- 1991
  - 5 febbraio: adozione della Carta dell'unità nazionale
  - 23-24 novembre: Attacchi del Palipehutu a Bujumbura, nella piana dell'Imbo e a Cibitoke
- 1992
  - 4 marzo: tentativo fallito di colpo di Stato dei militari del campo Muzinda
  - 9 marzo: referendum costituzionale: viene reintrodotto il multipartitismo
- 1993
  - 29 marzo: il presidente Pierre Buyoya annuncia la data delle prossime elezioni presidenziali e legislative
  - 1º giugno: prime elezioni presidenziali: Melchior Ndadaye 64,7%, Pierre Buyoya 32,3%, Pierre-Claver Sendegeya 1,4%

### Regime democratico
- - 5, 6 e 8 giugno: alcune centinaia di giovani tutsi manifestano contro la vittoria di Melchior Ndadaye
  - 12 giugno: la Corte Costituzionale dichiara regolari le elezioni
  - 26 giugno: elezioni legislative: FRODEBU 71%
  - 3 luglio: tentativo fallito di colpo di Stato militare dei militari del 2º battaglione commando. Tra gli organizzatori: luogotenente colonnello Sylvestre Ningaba, già capo gabinetto del precedente governo del Presidente Buyoya, il maggiore Bernard Buzokosa, il maggiore Jean Rumbete, il capitano René Bucumi, il capitano François-Xavier Nintunze ed il comandante Hilaire Ntakiyica.
  - 10 luglio: passaggio di poteri, Melchior Ndadaye inizia il suo mandato
  - 12 luglio: formazione del governo guidato da Sylvie Kinigi
  - 9 settembre: amnistia a cinquemila prigionieri politici ed ai militari golpisti del 2 luglio
  - 21 ottobre: colpo di Stato, deposizione ed assassinio del presidente Melchior Ndadaye e delle più alte cariche dello stato, tra cui: Pontien Karibwami, presidente dell'Assemblea nazionale, Jules Bimazubute, vice presidente dell'Assemblea nazionale, Juvénal Ndayikeza, ministro dell'interno e della sanità pubblica, Richard Ndikumwami, amministratore generale della sicurezza nazionale. Le truppe golpiste proclamano François Ngeze presidente della repubblica. Inizia la guerra civile che durerà 12 anni
  - 27 ottobre: Sylvie Kinigi è presidente de facto della repubblica
  - 6 novembre: i ministri lasciano l'ambasciata francese e si trasferiscono in un hotel sul lago Tanganica
  - 22 dicembre: Sylvestre Ntibantunganya è eletto presidente dell'Assemblea nazionale
  - 23 dicembre: il cardinale Roger Etchegaray inviato da Giovanni Paolo II visita il Burundi
- 1994
  - 1º gennaio: inizio delle operazioni violente di dehutificazione chiamate Villes mortes ad opera di milizie tutsi con copertura dell'esercito, nei quartieri della capitale e nei principali centri del paese
  - 13 gennaio: Cyprien Ntaryamira è eletto dall'Assemblea nazionale presidente della repubblica ad interim. Conflitto istituzionale con la Corte Costituzionale
  - 5 febbraio: giuramento del nuovo presidente
  - 7 febbraio: Anatole Kanyenkiko, esponente della minoranza parlamentare, viene nominato primo ministro
  - 6 aprile: Cyprien Ntaryamira muore a Kigali in un attentato insieme a Juvénal Habyarimana. Sylvestre Ntibantunganya è presidente della repubblica ad interim
  - 29 aprile: l'esercito deporta tutti gli abitanti di Kamenge e Kinama allo stadio Rwagasore
  - 12 luglio: i partiti politici sottoscrivono un protocollo di accordo (seguito il 22 luglio da un documento complementare) per ridistribuire le responsabilità politiche. Si tratta di una violazione della costituzione che prevede la elezione delle cariche da parte dei cittadini e non una suddivisione dei partiti.
  - 1º novembre: investitura di Sylvestre Ntibantunganya
- 1995
  - 5 aprile: dehutificazione di Bwiza
  - 11 giugno: massacro di un centinaio di studenti hutu nel campo universitario di Mutanga
  - 28 agosto: risoluzione 1012 del consiglio di sicurezza dell'ONU e creazione di una commissione d'inchiesta sul colpo di Stato del 20 ottobre 1993 e sull'assassinio del presidente Ndadaye
  - 29 novembre: summit dei capi di Stato della regione dei Grandi laghi a Il Cairo
  - 19 dicembre: decisione presa ad Addis Abeba dall'OUA di proroga della sua missione (MIOB) in Burundi
- 1996
  - 18 marzo: summit di Tunisi. Julius Nyerere è proposto come mediatore nel conflitto burundese: nasce l'Iniziativa regionale per la pace in Burundi sotto la presidenza di Yoweri Museveni
  - 23 luglio: i risultati della commissione d'inchiesta istituita il 28 agosto 1996 vengono indirizzati al consiglio di sicurezza ONU
  - 25 luglio: secondo colpo di Stato di Pierre Buyoya
  - 31 luglio: l'OUA decide l'embargo contro il Burundi
  - 30 agosto: risoluzione 1072 del consiglio di sicurezza dell'ONU
  - 9 settembre: l'arcivescovo di Gitega monsignor Jachim Ruhuna viene assassinato
  - Iniziano a Roma presso la Comunità di Sant'Egidio i colloqui privati e segreti tra il governo del tutsi Pierre Buyoya e il movimento ribelle hutu C.N.D.D. di Léonard Nyangoma
  - 13 settembre: Atto costituzionale di transizione
- 1997
  - 10 marzo: il primo accordo tra il governo e il C.N.D.D. firmato presso l'italiana Comunità di Sant'Egidio a Roma
  - 16 aprile: parziale riduzione dell'embargo
- 1998
  - 21 giugno: iniziano ad Arusha i negoziati tra governo e partiti politici con la mediazione dell'anziano presidente tanzaniano Julius Nyerere
- 1999
  - 23 gennaio: fine dell'embargo contro il Burundi
- 2000
  - 21 maggio: creazione della missione ONUB Risoluzione 1545 del Consiglio di sicurezza delle Nazioni Unite
  - 28 agosto: stipula degli Accordi di Arusha sotto l'egida di Nelson Mandela
  - 18 aprile: tentativo fallito di colpo di Stato militare guidato dal luogotenente Pasteur Ndakarutimana
- 2001
  - 22 luglio: tentativo di colpo di Stato
  - 9 settembre: massacro di Gitega: l'esercito riconosce di aver ucciso 173 persone, per la maggior parte civili, complici od ostaggi dei ribelli. Secondo Evariste Ngendacumana del partito del popolo si tratta di 1250 persone.
  - 1º novembre: secondo gli accordi di Arusha inizia la fase transitoria con la formazione di un governo di transizione guidato da Pierre Buyoya
- 2003
  - 1º maggio: Domitien Ndayizeye è presidente della repubblica ad interim, secondo gli accordi di Arusha, per un periodo di 18 mesi
  - maggio: intervento di peacekeeping di una forza di pace dell'Unione Africana composta da soldati del Sud Africa, del Mozambico e dell'Etiopia
  - 16 novembre: a Dar es Salaam intesa tra governo e CNDD-FDD per il cessate il fuoco che prevede la spartizione del potere e l'integrazione dei combattenti hutu nell'esercito regolare
  - 29 dicembre: Michael Aidan Courtney, nunzio apostolico viene ucciso in un attentato nei pressi di Minago
- 2004
  - 21 maggio: risoluzione 1545 del consiglio di sicurezza dell'ONU e successivo invio di una missione di pace(ONUB) di 5000 caschi blu. rinnovata nel 2005, 2006, 2007
  - 5 agosto: Accordo di Pretoria sulla suddivisione dei poteri nel periodo post transizione
  - 15 ottobre: il periodo di transizione viene prolungato di sei mesi
- 2005
  - 28 febbraio: referendum, con il 90,78% dei consensi viene promulgata la nuova costituzione
  - 3 giugno: elezioni comunali
  - 4 luglio: elezioni legislative: CNDD-FDD 58,23%, FRODEBU 22,33%, UPRONA 7,3%
  - 29 luglio: elezioni senatoriali
  - 19 agosto: il parlamento elegge Pierre Nkurunziza presidente della repubblica
  - 26 agosto: investitura di Pierre Nkurunziza alla Magistratura suprema del burundi
- 2006
  - 7 settembre: Governo burundese firma un accordo di cessate il fuoco a Dar es Salaam in Tanzania con il Partito per la liberazione del popolo hutu - Forze Nazionali di Liberazione (PALIPEHUTU-FNL)
- 2009
  - 7 aprile: il generale Godefroid Niyombare, ex ribelle hutu, viene nominato Capo di stato maggiore dell'esercito. è il primo hutu a raggiungere la massima carica militare
  - 9 aprile: Ernest Manirumva, un attivista che lottava contro la corruzione e gli illeciti viene ucciso
  - 21 aprile: il FNL, ex gruppo ribelle, diventa ufficialmente un partito politico
  - 24 aprile: introduzione del nuovo codice penale ed abolizione della pena di morte per tutti i reati
- 2010
  - 21 maggio:elezioni amministrative comunali(Cndd-Fdd 64,03%, Fnl 14,25%, Uprona 6,25%, Frodebu 5,3%). L'opposizione denuncia brogli e chiede il riconteggio dei voti.
  - 28 giugno: elezioni presidenziali. Tutti i partiti di opposizione ritirano i propri candidati, in seguito a pesanti intimidazioni subite. Il voto diventa un plebiscito per il presidente uscente, Pierre Nkurunziza, che ottiene il 91,62% delle preferenze.
  - 23 luglio: elezioni legislative. Il partito del presidente, il Cndd-Fdd ottiene il 81,19% dei consensi. L'astensione è del 33,32%. Le ali dissidenti dei partiti di opposizione che hanno partecipato al voto raccolgono solo pochi seggi al parlamento. Tre esponenti dell'opposizione rimangono ancora in esilio: Agathon Rwasa, lieder delle Fnl, Léonard Nyangoma dell'Alleanza democratica per il cambiamento e Alexis Sinduhije del Msd. A tutti gli effetti, il difficile consenso ottenuto nel 2000 ad Arusha sembra andato in frantumi[2].
  - 28 luglio: elezioni senatoriali
  - 26 agosto: investitura di Pierre Nkurunziza per un secondo mandato presidenziale
- 2015
  - aprile: iniziano manifestazioni della società civile e delle opposizioni contro la candidatura del presidente alle prossime elezioni del 26 giugno. La costituzione prevede non più di due mandati presidenziali
  - 5 maggio: la corte costituzionale esprime parere favorevole alla terza ricandidatura del presidente alle elezioni presidenziali
  - 8 maggio: il presidente Pierre Nkurunziza presenta la propria candidatura per un terzo mandato alle elezioni presidenziali del 26 giugno
  - 13 maggio: tentativo di colpo di Stato da parte del général major Godefroid Niyombare, già alleato di Nkurunziza
  - 15 maggio: il tentativo di colpo di Stato è dichiarato fallito. I responsabili vengono catturati. Le manifestazioni non si fermano.
  - 23 maggio: Zedi Feruzi, leader del partito d'opposizione UPD-Zigamibanga, viene assassinato a Bujumbura insieme alla guardia del corpo. Le manifestazioni contro la ricandidatura del presidente continuano con vigore. Finora si contano 20 morti e 431 feriti nel corso degli scontri, mentre i profughi che hanno abbandonato il paese sono circa 200.000. La Francia annuncia la sospensione della cooperazione militare col Burundi.
  - 29 giugno: elezioni legislative. Vittoria del CNDD–FDD col 60,3% 77 seggi.
  - 21 luglio: elezioni presidenziali. Pierre Nkurunziza 69,41% ottiene il terzo mandato, Agathon Rwasa 18,99%.
  - 5 agosto: il generale Adolphe Nshimirimana, amico intimo del presidente Pierre Nkurunziza e responsabile nella repressione delle manifestazioni contro il terzo mandato presidenziale, viene assassinato
  - 15 agosto: assassinio di Jean Bikomagu, colonnello ed ex capo di stato maggiore dell'esercito di etnia tutsi. Bicomagu ebbe un ruolo decisivo nel colpo di Stato del 1993 e nell'assassinio del presidente Melchior Ndadaye oltre che alla guerra civile conseguente di questi fatti.
- 2020
  - 20 maggio: Elezioni presidenziali. Évariste Ndayishimiye, candidato del partito CNDD–FDD ottiene la vittoria con il 68,72 % dei voti.